# Ron Clarke
Ronald „Ron” William Clarke (ur. 21 lutego 1937 w Melbourne, zm. 17 czerwca 2015 w Southport) – australijski lekkoatleta długodystansowiec, wielokrotny rekordzista świata.
Jeden z najlepszych biegaczy długodystansowych lat 60. XX wieku. Siedemnastokrotnie poprawiał rekordy świata, ale nigdy nie zdobył złotego medalu na wielkiej imprezie.
Jako dziewiętnastolatek zapalił znicz olimpijski podczas otwarcia igrzysk olimpijskich w 1956 w Melbourne. Pierwszą wielką imprezą międzynarodową, na której zdobył medal, były Igrzyska Imperium Brytyjskiego i Wspólnoty Brytyjskiej 1962 w Perth. Zajął na nich 2. miejsce w biegu na 3 mile za Murrayem Halbergiem z Nowej Zelandii. 18 grudnia 1963 roku poprawił rekord świata Piotra Bołotnikowa w biegu na 10 000 metrów z czasem 28:15,6.

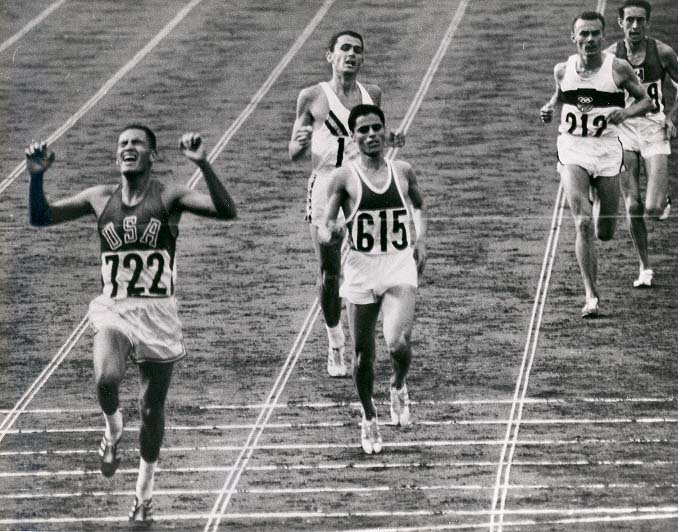
Ron Clarke (nr 12, widoczna cyfra 1) podczas Letnich IO 1964. Na pierwszym planie Billy Mills (722) i Mohammed Gammoudi (615).

Podczas igrzysk olimpijskich w 1964 w Tokio był jednym z faworytów biegów długodystansowych. W biegu na 10 000 m zdobył brązowy medal po dramatycznej walce z Billym Millsem ze Stanów Zjednoczonych i Mohammedem Gammoudim z Tunezji. Podczas tej samej imprezy Clarke zajął 9. miejsce zarówno w biegu na 5000 metrów jak i w biegu maratońskim.
W 1965 roku podczas 44-dniowego tournée w Europie Clarke 12 razy pobił rekordy świata, w tym dwukrotnie na 10 000 m, stając się pierwszym człowiekiem, który przebiegł ten dystans poniżej 28 minut (14 lipca 1965 roku na stadionie Bislett w Oslo osiągnął czas 27:39,4). Został wybrany Lekkoatletą Roku przez miesięcznik „Track & Field News”. Na Igrzyskach Imperium Brytyjskiego i Wspólnoty Brytyjskiej w 1966 roku w Kingston zdobył srebrne medale w biegach na 3 mile (za Kipchoge Keino z Kenii) i na 6 mil (za Naftalim Temu również z Kenii). Na igrzyskach olimpijskich w 1968 roku w Meksyku zajął 5. miejsce na 5000 m i 6. miejsce na 10 000 m. Na Igrzyskach Brytyjskiej Wspólnoty Narodów w 1970 w Edynburgu zdobył swój czwarty srebrny medal, tym razem na 10 000 m za Lachiem Stewartem ze Szkocji.
Brak sukcesów Clarke’a na wielkich imprezach wynikał z tego, że nie dysponował on dobrym finiszem i do zwycięstwa potrzebował mocnego tempa od początku biegu.
Był mistrzem Australii na 3 mile w 1965 roku, w latach 60. czterokrotnie triumfował na 5000 m, a na 10 000 m w 1966, 1969 i 1970 roku.
W latach 2004–2012 Clarke pełnił funkcję burmistrza miasta Gold Coast.